# Susan Szabo
Susan Szabo (* 1949 in Kempten (Allgäu)) ist eine deutschsprachige Psychologin und freie Schriftstellerin.

## Leben
Szabo wuchs in Tomah, Wisconsin in den Vereinigten Staaten auf. In Madison, Wisconsin studierte sie Journalistik und schloss ihr Studium mit dem B.A. ab. 1972 zog sie nach Zürich, wo sie an der Universität Zürich Psychologie studierte und 1987 zum Doktor der Philosophie promovierte. Szabo war Mitglied der Autorengruppe Autoren 2002.
Susan Szabo veröffentlichte Zeitungsartikel sowie Erzählungen in Anthologien. Ihr Roman „Amor zählt bis drei“ erschien 1994 im Ulrike Helmer Verlag sowie 1997 im Fischer Taschenbuch Verlag. Ihr Kinderbuch "Melvin, der Superflieger" erschien 2017 in der Edition Sternsaphir. Der Roman "Eisenhut und Hühnerfuß" erschien 2018 im Fehnland-Verlag.
Susan Szabo lebt mit ihrer Familie in Frankfurt am Main.

## Werke
- Der Selbstbegriff in der humanistischen Psychologie von A. Maslow u. C. Rogers, 1988, Peter Lang Verlag, ISBN 3-8204-1173-9
- Amor zählt bis drei, 2016, Fischer Taschenbuch Verlag, ISBN 978-3-596-31411-9
- Melvin, der Superflieger, 2017, Edition Sternsaphir, ISBN 978-3-9817493-7-3
- 3. Bubenreuther Literaturwettbewerb 2017, Tredition, Mitautorin, 2017, ISBN 978-3-7439-7037-3
- Eisenhut und Hühnerfuß – Aus dem Leben eines Autisten, 2018, Fehnland-Verlag, ISBN 978-3-947220-23-6